# Val (district de Rychnov nad Kněžnou)
Val (en allemand : Wall) est une commune du district de Rychnov nad Kněžnou, dans la région de Hradec Králové, en Tchéquie. Sa population s'élevait à 292 habitants en 2020.

## Géographie
Janov se trouve à 8 km à l'est-sud-est de Nové Město nad Metují, à 19 km au nord de Rychnov nad Kněžnou, à 34 km au nord-est de Hradec Králové et à 133 km à l'est-nord-est de Prague.
La commune est limitée par Chlístov au nord, par Ohnišov et Bačetín à l'est, et par Dobruška au sud et à l'ouest.

## Histoire
La première mention écrite de la localité date de 1361.

## Administration
La commune se compose de deux quartiers :
- Val
- Provoz